# Piazza Martiri della libertà (Teramo)
La piazza dei Martiri della libertà, un tempo nota come piazza Vittorio Emanuele II, è una piazza della città di Teramo.
(Carlo Emilio Gadda)

## Storia
Sita nel cuore del centro storico, sull'asse viario principale formato dai corsi San Giorgio, De Michetti e Cerulli, insieme all'adiacente piazza Orsini è il vero centro della vita cittadina: oltre ad essere il punto nevralgico dello "struscio" serale, è sede, nel corso dell'anno, di numerose manifestazioni culturali, musicali e sportive.
La piazza in passato era nota anche come piazza di Sopra o piazza dell'Olmo, dopo il 1860 fu intitolata a Vittorio Emanuele II, e dopo i restauri degli anni '60 del soprintendente Mario Moretti con la demolizione delle case porticate sulla seconda facciata del Duomo, e dell'arco di Monsignore, che collegava la torre campanaria al palazzo vescovile, fu intitolata ai Martiri della Libertà del Risorgimento. 

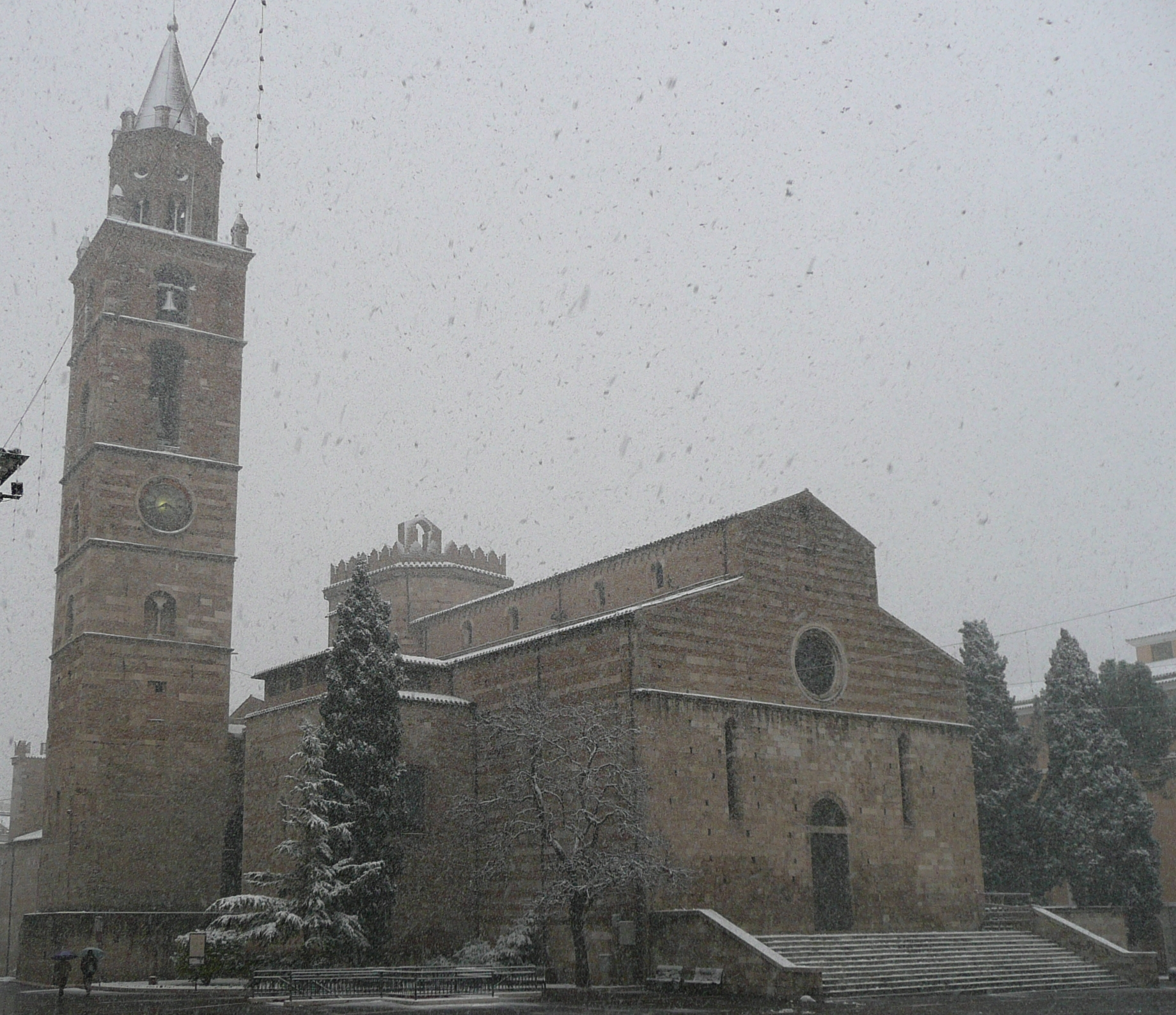
Facciata secondaria del Duomo, su piazza Martiri

Negli anni '40 fu rifatto anche il palazzo dei portici al termine del corso San Giorgio, sede della Banca. Sul lato della cattedrale sorgeva anche il Ciborio dei Canonici, smontato negli anni '60, i 4 leoni oggi si trovano sullo scalone Monumentale di piazza Ercole Orsini. Negli anni '30 fu demolito anche una parte di isolato con cappella di San Rocco, per dare spazio al palazzo del Seminario diocesano Aprutino, sopra l'anfiteatro romano.

## Monumenti
In essa si affacciano edifici storici e monumentali quali:
- cattedrale: intitolata a santa Maria Assunta, è una delle opere artistiche di maggior pregio della città; edificata intorno al 1158, la cattedrale è dotata di due facciate, una delle quali si affaccia su piazza Martiri della libertà. Negli anni '60 furono demolite delle case basse che occupavano tutto il lato dell'ingresso.

- Palazzo vescovile: edificio risalente al XIII secolo ma rifatto da vescovo Silverio Piccolomini nel XV secolo, un tempo collegato alla cattedrale attraverso l'arco di Monsignore del XVIII sec., demolito nel 1968; presenta una facciata con loggia medioevale su piazza Martiri della libertà ed eleganti portici duecenteschi nella parte posteriore, in piazza Orsini.

- Seminario diocesano: imponente complesso eretto su quello che nel 1597 era il convento di Santa Caterina, a sua volta posizionato a ridosso dei ruderi dell'anfiteatro romano, di cui permangono i resti nella zona dell'ex orto del seminario stesso.

- Palazzo Costantini-Pompetti: storico palazzo teramano sotto i cui portici (detti "portici di Fumo") è presente il più antico caffè cittadino, sbocca sulla piazza dal corso San Giorgio.